# 三戸大久
三戸 大久（さんのへ ひろひさ 、1977年2月16日 - ）は、日本のオペラ歌手。

## 人物
青森県青森市出身。青森県立青森戸山高等学校卒業。武蔵野音楽大学声楽学科卒。二期会オペラ研修所第48期マスタークラス修了。平成25年度文化庁新進芸術家海外研修員としてウィーンにて研鑽を積む。 ウィーン滞在中ウィーン・カールス教会でのシューベルト『ミサ曲第１番』、モーツァルト『ミサ・ブレヴィス』、シェーンブルン宮殿宮廷劇場でのコンサート等の数多くの演奏を行う。 飯守泰次郎指揮「戴冠式ミサ曲」小林研一郎指揮モーツァルト「レクイエム」をはじめ「第九」「荘厳ミサ曲」「メサイア」、ブルックナー「ミサ曲第3番」シューベルト「ミサ曲第6番」など宗教曲のソリストとしても活躍し、読売日本交響楽団、東京都交響楽団、東京フィルハーモニー交響楽団、日本フィルハーモニー交響楽団など、国内オーケストラとの共演も多い。オペラ、ミュージカル、ストレートなどジャンルを問わず様々な舞台作品に出演。二期会会員。

## 受賞作
- 第40回 イタリア声楽コンコルソ・シエナ部門 金賞
- 第46回 日伊声楽コンコルソ 第3位
- 第9回 藤沢オペラコンクール 奨励賞

## 出演

### 舞台
- ミュージカル『キャンディード』　東京国際フォーラムCホール（2001年6月）
- ミュージカル『キャンディード』　東京国際フォーラムCホール（2004年4月）
- オペラ『愛怨』力士/唐の道化 役　新国立劇場（2006年2月）
- オペラ『ばらの騎士』レオポルト役　新国立劇場　（2006年6月）
- ミュージカル『スペース・トゥーランドット』チーノ役　新国立劇場（2006年7月）
- オペラ『魔笛』武士2 役　新国立劇場（2007年7月）
- オペラ『ナクソス島のアリアドネ』かつら師 役　東京文化会館（2008年6月）
- オペラ『椿姫』グランヴィル 役　東京文化会館（2009年2月）
- オペラ『コジ・ファン・トゥッテ』ドン・アルフォンソ 役　武蔵野音楽大学ベートーヴェンホール（2009年5月）
- オペラ『修禅寺物語』軍兵 役　新国立劇場（2009年6月）
- オペラ『蝶々夫人』ボンゾ 役　東京文化会館（2009年10月）
- オペラ『オテロ』ロドヴィーコ 役　東京文化会館（2010年2月）
- オペラ『鹿鳴館』写真師 役　新国立劇場（2010年6月）
- オペラ『ホフマン物語』ルーテル 役　愛知県芸術劇場（2010年8月）
- ミュージカル『MIKADO』MIKADO 役　内幸町ホール（2010年10月）
- オペレッタ『メリー・ウィドー』ボグダノビッチ 役　日生劇場（2010年11月）
- オペラ『フィガロの結婚』バルトロ 役　東京文化会館（2010年4月[1]）
- ミュージカル『三銃士』ルイ13世 役　日生劇場（2011年7月[1]）
- オペラ『沈黙（オペラ）』井上筑後守 役　新国立劇場（2012年2月）
- オペラ『魔笛』弁者 役　武蔵野音楽大学ベートーヴェンホール（2012年5月）
- オペラ『ハーメルンの笛吹き男』市長 役　神奈川県民ホール（2012年9月）
- オペラ『こうもり (オペレッタ)』フランク 役　東京文化会館（2013年2月[1]）
- オペラ『カルメン』スニガ 役　まつもと市民芸術館（2013年12月）
- オペラ『ドン・カルロ』修道士 役　東京文化会館（2014年2月）
- オペラ『沈黙』井上筑後守 役　新国立劇場 （2015年6月）
- オペラ『金閣寺』道詮和尚 役　神奈川県民ホール （2015年12月）
- ミュージカル『スウィーニー・トッド』東京芸術劇場（2016年4月[1]）
- ミュージカル『SNOW MANGO』 博品館劇場（2016年12月）
- オペラ『ラ・ボエーム』コッリーネ 役　日生劇場（2017年6月）
- オペラ『トスカ』スカルピア 役　東京芸術劇場（2017年10月[2][3][4][5]）
- オペラ『ちゃんちき』かわうそのかわ兵衛 役　まつもと市民芸術館（2017年12月）
- ミュージカル『グーテンバーグ！ザ・ミュージカル！2018』プロデューサー役　新宿村LIVE（2018年7月）
- 舞台『タイヨウのうた』雨音謙 役　なかのZERO大ホール（2018年9月）

- 共同制作オペラ『ドンジョバンニ』レポレッロ役　オーバードホール、東京芸術劇場、熊本県立劇場（2019年1月〜2月[2][3][4][5]）
- 全国共同制作オペラ 歌劇『夕鶴』惣ど役 東京芸術劇場、刈谷市総合文化センター、熊本県立劇場（2021年10月〜2022年2月[6]）

### テレビ
- ビートたけし大感謝祭 MOZU&赤めだか…UFOも来るかも!?（2015年12月28日）
- NHK-BSプレミアムシアター オペラ「金閣寺」道詮和尚役　（2016年2月15日）